# Andy Hug
Andy Hug (Zurigo, 7 settembre 1964 – Tokyo, 24 agosto 2000) è stato un karateka e kickboxer svizzero, vincitore del K-1 World Grand Prix nel 1996.

## Biografia
Cresciuto dai nonni materni nella cittadina di Wohlen, figlio di un soldato della  legione straniera, all'età di sei anni iniziò a giocare a calcio e venne perfino selezionato per la rappresentativa under-16 della sua nazionale. All'età di undici anni si avvicinò al karate e si iscrisse alla Wohlen karate school.
Karate
Nel novembre 1977, fu selezionato per rappresentare la Wohlen karate school ai campionati nazionali. Il suo primo successo internazionale arriva nel 1981, nel Dutch Kyokushinkai Karate Championships. Nel 1985 giunge al primo posto nei campionati europei in Spagna e nel 1989 si piazza nuovamente al primo posto in Ungheria; nel 1983 prende parte al suo primo Karate World Championships, mentre nel 1987 fa la sua seconda apparizione al torneo arrivando sorprendentemente in finale, dove perde contro il giapponese Shokei Matsui. Hug passa comunque alla storia della competizione in quanto primo lottatore di karate non giapponese a raggiungere la finale.
K-1
La Seidokai Association, con a capo Kazuyoshi Ishii, fondò nel 1993 il K-1, che di lì a poco divenne il più prestigioso torneo internazionale di arti marziali. Hug vinse l'edizione 1996 del torneo battendo in finale Mike Bernardo e raggiunse il secondo posto nelle due edizioni successive.

### Morte
Il 23 agosto del 2000 Hug cade in coma a seguito di una leucemia acuta diagnosticatagli appena cinque giorni prima; muore nel pomeriggio del 24 agosto a causa di un'insufficienza respiratoria. Il funerale di Hug si è tenuto il 27 agosto a Zenpuku-ji a Moto-Azabu, Tokyo, dove il suo corpo è stato cremato. Alla cerimonia hanno partecipato ottocento ospiti mentre più di dodicimila persone in lutto si sono radunate all’esterno. I fighter Francisco Filho, Nobuaki Kakuda e Nicholas Pettas erano tra i portatori del feretro. Le ceneri di Andy Hug sono state depositate nel cimitero del tempio Hoshuin a Kyoto.

## Titoli e riconoscimenti
- Kickboxing
  - 1996–2000 World Muay Thai Super Heavyweight title
  - 1996 World Muay Thai Council Super Heavyweight title
  - 1996 K-1 Grand Prix champion
  - 1994–1996 Kickboxing Federation Super Heavyweight title
- Seidokaikan
  - 1993  Seidokan Karate World Cup
  - 1992  Seidokan Karate World Cup
- Kyokushin
  - 1991  6th European Championships in Budapest, Heavyweight
  - 1989  5th European Championships in Budapest, Heavyweight
  - 1988  1st Swiss Sursee Cup in Sursee
  - 1987  4th Kyokushin World Open Karate Tournament
  - 1987  4th European Championships in Katowice
  - 1986  11th British Open in London, Heavyweight
  - 1985  3rd European Championships in Barcellona, Heavyweight
  - 1985  Ibusz Oyama Cup in Hungary, Heavyweight
  - 1985  Swiss National Open Championships Heavyweight
  - 1984  Swiss National Championships Heavyweight
  - 1983  7th Dutch Open in Alkmaar, Heavyweight final 16
  - 1982  Ibusz Oyama Cup in Hungary, Middleweight
  - 1982  Swiss National Championships, Middleweight
  - 1981  Oyama Cup
  - 1981  5th Dutch Open in Weert, Middleweight
  - 1981  4 Countries Team Tournament
  - 1979  Oyama Cup